# Petrus Nicolai Planæus
Petrus Nicolai Planæus, född 1652, död 30 november 1712 i Dagsbergs församling, Östergötlands län, var en svensk präst.

## Biografi
Planæus föddes 1652 och blev 1674 student vid Lunds universitet. Han prästvigdes 21 oktober 1681 till hovpredikant på Stegeborg. Planæus blev 14 november 1690 kyrkoherde i Holms församling och blev 1694 hovpredikant på Bråborg. Han blev 7 januari 1695 kyrkoherde i Dagsbergs församling och avled där 1712, begravd 7 december samma år.

### Familj
Planæus var gift med Christina Andersdotter (död 1715). De fick tillsammans barnen Elsa Planæus (1681–1683), Nils Planæus (1682–1704), kyrkoherden Samuel Planæus i Varvs församling, Anna Planæus (född 1686), Elisabeth Catharina Planæus (1688–1699), Elsa Beata Planæus som var gift med kyrkoherden Zacharias Lönbom i Klockrike församling och Maria Elisabeth Planæus (född 1692).